# Erin Krakow
Erin Alisa Krakow (Filadélfia, 5 de setembro de 1984) é uma atriz norte-americana. Ela é mais conhecida por seus papéis em Army Wives e When Calls the Heart.

## Biografia
Krakow nasceu na Filadélfia, na Pensilvânia, e cresceu na cidade de Wellington, no estado da Flórida.  Ela estudou na Dreyfoos School of the Arts, e depois estudou drama na Juilliard School, em Nova Iorque. 

## Filmografia

### Televisão
| Ano           | Título                    | Papel                      | Notas                  |
| ------------- | ------------------------- | -------------------------- | ---------------------- |
| 2010-2012     | Army Wives                | Especialista Tanya Gabriel | Recorrente             |
| 2013          | Castle                    | Julie Rogers               | Episódio: "Recoil"     |
| 2013          | Chance at Romance         | Samantha Hart              | Filme de televisão     |
| 2014-presente | When Calls the Heart      | Elizabeth Thatcher         | Principal              |
| 2014          | A Cookie Cutter Christmas | Christie Reynolds          | Filme de televisão     |
| 2015          | NCIS: Los Angeles         | Emily Moore                | Episódio: "Citadel"    |
| 2016          | Good Girls Revolt         | Maureen                    | Episódio: "The Folo"   |
| 2016          | Finding Father Christmas  | Miranda Chester            | Filme de televisão     |
| 2017          | NCIS                      | Elizabeth Dean             | Episódio: "Rendezvous" |
| 2017          | Engaging Father Christmas | Miranda Chester            | Filme de televisão     |